# Lur
För andra betydelser, se Lur (olika betydelser).

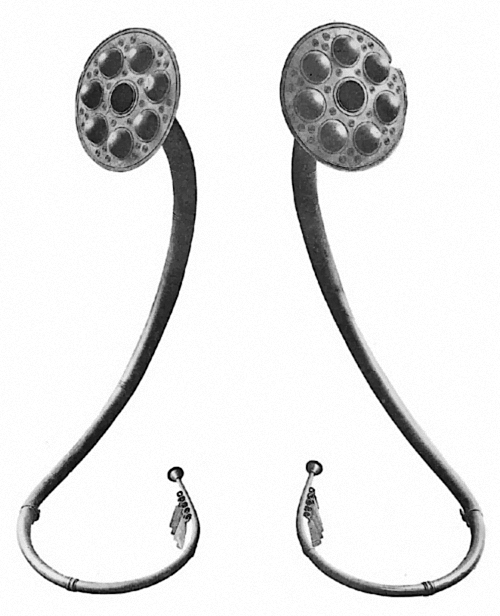
Bronslurar funna i Brudevælte Mose, nordost om Lynge på Nordsjälland.

Lur eller bronslur är ett blåsinstrument från bronsåldern. Det är ett stort trumpetliknande blåsinstrument av gjuten brons, med röret starkt svängt och ljudöppningen omgiven av en rund skiva med punsade ornament.
Luren har ett nordiskt ursprung och består av ett bronsrör som är S-formsvängt i två plan och gjutet i sektioner med cire perdue-teknik. Munstycket, som är fast, liknar trombonens eller ibland valthornets. Luren kan endast återge naturtoner och har en kraftfull klang. Tonen är mjuk men stark. Man kan åstadkomma omkring 8–9 toner. 
De är de största gjutna arbeten som man känner från bronsåldern. Lurarna göts i flera leder, som hopfogades på olika sätt. En lur i Köpenhamns nationalmuseum mäter 2,38 m i längd. Tjockleken i lurarnas gods är 1-1,5 mm. En fullständig bronslur väger cirka 3 kg.
Bronslurar finns avbildade på hällristningar, av vilka de mest kända finns i Hällristningsområdet i Tanum.
Man har hittills funnit 60 bronslurar, varav 37 i Danmark, 13 i Sverige, fem i Tyskland, fyra i Norge och en i Lettland. De flesta av dessa har hittats som mossfynd. Ofta har lurarna påträffats parvis (21 par), stämda i samma tonart och motsatt krumböjning likt ett par kohorn. De spelades med all sannolikhet parvis. Detta har tolkas som att lurarna har använts i kultutövning. Ungefär 15 st funna bronslurar går det fortfarande att få ljud ur.
Namnet används även som kortform för instrumentet näverlur som dock har annan konstruktion. 

## Inspelningar
Inspelningar av nutida försök att spela på autentiska bronslurar kan höras på bland annat Musica Sveciae i "Fornnordiska klanger", ett projekt från Nationalmuseum m.fl. från 1983 (LP) som också finns på CD (1991).